# Viburnum recognitum
Viburnum recognitum är en desmeknoppsväxtart som beskrevs av Merritt Lyndon Fernald. Viburnum recognitum ingår i släktet olvonsläktet, och familjen desmeknoppsväxter. Inga underarter finns listade i Catalogue of Life.